# ژدانیتسه (ناحیه کولین)
ژدانیتسه (به چکی: Ždánice) یک منطقهٔ مسکونی در جمهوری چک است که در ناحیه کولین واقع شده‌است.